# Efésios 6
Efésios 6 é o sexto e último capítulo da Epístola aos Efésios, de autoria do Apóstolo Paulo, no Novo Testamento da Bíblia.

## Estrutura
A Tradução Brasileira da Bíblia organiza este capítulo da seguinte maneira:
- Efésios 6:1-4 - Filhos e pais
- Efésios 6:5-9 - Servos e senhores
- Efésios 6:10-20 - A armadura de Deus
- Efésios 6:21-22 - Tíquico
- Efésios 6:23-24 - A bênção